# Myristica inaequalis
Myristica inaequalis là một loài thực vật thuộc họ Myristicaceae. Đây là loài đặc hữu của Indonesia.